# سوسک طلایی (داستان)

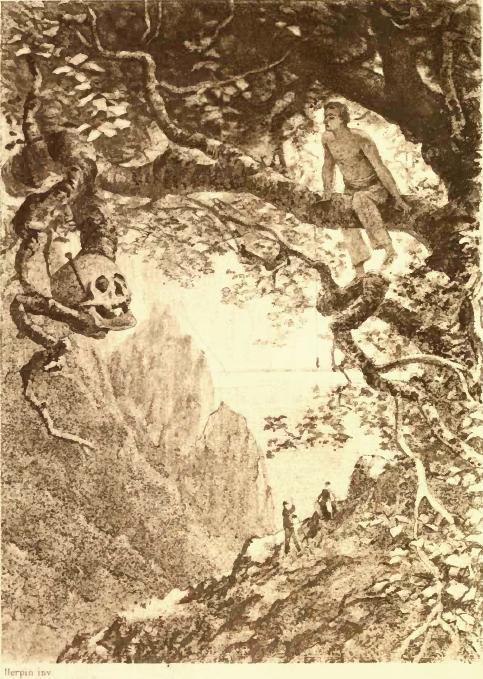
تصویرسازی داستان سوسک طلایی برای نسخه ۱۸۹۵

داستان کوتاه سوسک طلایی اثری از ادگار آلن پو در ژانر داستان‌های جستجوی گنج است که در سال ۱۸۴۳ منتشر شده.

## طرح داستان
ویلیام لوگراند، دوست راوی، در حال قدم زدن در یک جزیره خلوت و دنج است که سوسکی طلایی او را گاز می‌گیرد. لوگراند طرحی را که از سوسک طلایی روی تکه پوستی قدیمی کشیده به راوی نشان می‌دهد و راوی معتقد است که تصویر بیشتر شبیه جمجمه انسان است تا سوسک. چند ماه بعد ژویپتر خدمتگزار لوگراند به سراغ راوی می‌آید و می‌گوید که نگران اربابش است که این روزها حال خوشی ندارد. داستان شامل معماهای رمزنگاری و حل مسئله است. راوی که از وضعیت نامساعد روحی لوگراند باخبر می‌شود تصمیم می‌گیرد به خانهٔ وی برود و از او عیادت کند ژوپیتر که اورا همراهی می‌کند علت حال ناخوش اربابش را گزش سوسک می‌داند اما راوی باور نمی‌کند. با رسیدن به خانه لوگراند او از راوی خواهش می‌کند تا وی را در سفری عجیب و بدون هدفی خاص همراهی کند راوی پس از چندی اصرار او می‌پذیرد. آنها به راه می‌افتند و به زیر درختی می‌رسند لوگراند به ژو پیتر دستور می‌دهد که از درخت بالا برود او بالا می‌رود و یک جمجمه می‌بیند به زودی گنجی به ارزش ۱و۰٫۵میلیون دلار پیدا می‌کنند.

## انتشار و جوایز
پو آن را نخست به قیمت ۵۲ دلار به مجله گراهام فروخت اما بعد که باخبر شد روزنامهٔ دلار فیلادلفیا مسابقه داستان‌نویسی برگزار کرده آن را پس گرفت و برای مسابقه ارسال کرد و برنده اول این جایزه هم شد و ۱۰۰ دلار بابت این داستان دریافت کرد.
شجاع‌الدین شفا داستان سوسک طلایی را در مجموعه‌ای از داستان‌های ادگار آلن پو به نام افسانه‌های راز و خیال به فارسی ترجمه کرده و انتشارات کتابفروشی ابن سینا آن را در آبان ۱۳۳۴ منتشر کرده است.

## تأثیرات
داستان تأثیر جدی بر رابرت لویی استیونسن در داستان معروفش جزیره گنج داشته است.